# 子長市
子長市（しちょう-し）は、中華人民共和国陝西省延安市によって委任管轄される県級市。かつては安定県という名称だったが、同県出身の謝子長が1935年に死去し、彼の業績を称えて改称された。子長県のような「革命烈士」にちなむ地名には他に志丹県、子洲県、左権県、黄驊市、靖宇県、尚志市がある。
2019年7月12日に県級市に昇格し現在に至る。

## 行政区画
- 街道:
  - 瓦窯堡街道、秀延街道、欒家坪街道
- 鎮:
  - 楊家園則鎮、玉家湾鎮、安定鎮、馬家砭鎮、南溝岔鎮、澗峪岔鎮、李家岔鎮、余家坪鎮